# Ronny Borja
Ronny Matías Borja Robalino (Quito, 10 giugno 2005) è un calciatore ecuadoriano, centrocampista dell'Emelec.

## Carriera

### Club
È cresciuto nel settore giovanile dell'El Nacional, con cui ha debuttato in prima squadra il 26 agosto 2023 nell'incontro di Serie A pareggiato 2-2 contro il Cumbayá. Il 2 dicembre seguente ha segnato il suo primo gol nella sfida casalinga vinta 2-1 contro l'Independiente del Valle.
Nel gennaio del 2024 ha rescisso il contratto con i Criollos ed il 16 febbraio seguente ha firmato un triennale con l'Emelec.

### Nazionale
Ha giocato con la nazionale ecuadoriana Under-23.
Nel 2025 ha giocato 3 partite nel campionato sudamericano Under-20, chiuso dalla sua nazionale al terzo posto.

## Statistiche

### Presenze e reti nei club
Statistiche aggiornate al 9 gennaio 2025.
| Stagione        | Squadra         | Campionato      | Campionato | Campionato | Coppe nazionali | Coppe nazionali | Coppe nazionali | Coppe continentali | Coppe continentali | Coppe continentali | Altre coppe | Altre coppe | Altre coppe | Totale | Totale | Totale |
| Stagione        | Squadra         | Comp            | Pres       | Reti       | Comp            | Pres            | Reti            | Comp               | Pres               | Reti               | Comp        | Pres        | Reti        | Pres   | Reti   |        |
| --------------- | --------------- | --------------- | ---------- | ---------- | --------------- | --------------- | --------------- | ------------------ | ------------------ | ------------------ | ----------- | ----------- | ----------- | ------ | ------ | ------ |
| 2023            | El Nacional     | A               | 12         | 1          | -               | -               | -               | -                  | -                  | -                  | -           | -           | -           | 12     | 1      |        |
| 2024            | Emelec          | A               | 16         | 0          | -               | -               | -               | -                  | -                  | -                  | -           | -           | -           | 16     | 0      |        |
| Totale carriera | Totale carriera | Totale carriera | 28         | 1          |                 | -               | -               |                    | -                  | -                  |             | -           | -           | 28     | 1      |        |